# 24e cérémonie des Goyas
La 24e cérémonie des Goyas (ou Premios Goya), organisée par l'Academia de las artes y las ciencias cinematográficas de España, a eu lieu le 14 février 2010 au Palais municipal des congrès de Madrid et a récompensé les films sortis en 2009.
Le film Cellule 211 (Celda 211) de Daniel Monzón est le film le plus récompensé avec huit prix dont le Prix Goya du meilleur film, le Prix Goya du meilleur réalisateur, le Prix Goya du meilleur acteur pour Luis Tosar et le Prix Goya du meilleur scénario adapté,.

## Palmarès

### Meilleur film
- Cellule 211 (Celda 211) de Daniel Monzón
  - Agora de Alejandro Amenábar
  - El baile de la Victoria de Fernando Trueba
  - Dans ses yeux (El secreto de sus ojos) de Juan José Campanella

### Meilleur réalisateur
- Daniel Monzón pour Cellule 211 (Celda 211)
  - Alejandro Amenábar pour Agora
  - Fernando Trueba pour El baile de la Victoria
  - Juan José Campanella pour Dans ses yeux (El secreto de sus ojos)

### Meilleur acteur
- Luis Tosar pour son rôle dans Cellule 211 (Celda 211)
  - Jordi Mollà pour son rôle dans El cónsul de Sodoma (Balada triste de trompeta)
  - Ricardo Darín pour son rôle dans Dans ses yeux (El secreto de sus ojos)
  - Antonio de la Torre pour son rôle dans Gordos

### Meilleure actrice
- Lola Dueñas pour son rôle dans Yo, también
  - Rachel Weisz pour son rôle dans Agora
  - Penélope Cruz pour son rôle dans Étreintes brisées
  - Maribel Verdú pour son rôle dans Tetro

### Meilleur acteur dans un second rôle
- Raúl Arévalo pour son rôle dans Gordos
  - Carlos Bardem pour son rôle dans Cellule 211 (Celda 211)
  - Antonio Resines pour son rôle dans Cellule 211 (Celda 211)
  - Ricardo Darín pour El baile de la Victoria

### Meilleure actrice dans un second rôle
- Marta Etura pour son rôle dans Cellule 211 (Celda 211)
  - Vicky Peña pour son rôle dans El cónsul de Sodoma (Balada triste de trompeta)
  - Pilar Castro pour son rôle dans Gordos
  - Verónica Sánchez pour son rôle dans Gordos

### Meilleur espoir masculin
- Alberto Ammann pour son rôle dans Cellule 211 (Celda 211)
  - Fernando Albizu pour son rôle dans Gordos
  - Gorka Otxoa pour son rôle dans Pagafantas
  - Pablo Pineda pour Yo, también

### Meilleur espoir féminin
- Soledad Villamil pour son rôle dans Dans ses yeux (El secreto de sus ojos)
  - Blanca Romero pour son rôle dans After
  - Leticia Herrero pour son rôle dans Gordos
  - Nausicaa Bonnin pour son rôle dans Tres dies amb la família

### Meilleur nouveau réalisateur
- Mar Coll pour Tres dies amb la família
  - David Planell pour La vergüenza
  - Borja Cobeaga pour Pagafantas
  - Álvaro Pastor et Antonio Naharro pour Yo, también

### Meilleur scénario original
- Alejandro Amenábar et Mateo Gil pour Agora
  - Alberto Rodríguez et Rafael Cobos pour After
  - Daniel Sánchez Arévalo pour Gordos
  - Pedro Almodóvar pour Étreintes brisées (Los abrazos rotos)

### Meilleur scénario adapté
- Daniel Monzón et Jorge Guerricaechevarría pour Cellule 211 (Celda 211)
  - Fernando Trueba, Antonio Skármeta et Jonás Trueba pour El baile de la Victoria
  - Miguel Ángel Fernández, Joaquín Górriz, Sigfrid Monleón et Miguel Dalmau pour El cónsul de Sodoma
  - Juan José Campanella et Eduardo Sacheri pour Dans ses yeux (El secreto de sus ojos)

### Meilleure photographie
- Xavi Giménez pour Agora
  - Álex Catalán pour After
  - Carles Gusi pour Cellule 211 (Celda 211)
  - Félix Monti pour Dans ses yeux (El secreto de sus ojos)

### Meilleur montage
- Mapa Pastor pour Cellule 211 (Celda 211)
  - Nacho Ruiz Capillas pour Agora
  - Carmen Frías pour El baile de la Victoria
  - Nacho Ruiz Capillas pour Gordos

### Meilleure direction artistique
- Guy Hendrix Dyas pour Agora
  - Antón Laguna pour Cellule 211 (Celda 211)
  - Verónica Astudillo pour El baile de la Victoria
  - Marcelo Pont pour Dans ses yeux (El secreto de sus ojos)

### Meilleurs costumes
- Gabriella Pescucci pour Agora
  - Lala Huete pour El baile de la Victoria
  - Cristina Rodríguez pour El cónsul de Sodoma
  - Sonia Grande pour Étreintes brisées (Los abrazos rotos)

### Meilleurs maquillages et coiffures
- Jan Sewell et Suzanne Stokes-Munton pour Agora
  - Raquel Fidalgo et Inés Rodríguez pour Cellule 211 (Celda 211)
  - José Antonio Sánchez et Paquita Núñez pour El cónsul de Sodoma
  - Ana Lozano et Massimo Gattabrusi pour Étreintes brisées (Los abrazos rotos)

### Meilleur son
- Sergio Burmann, Jaime Fernández et Carlos Faruolo pour Cellule 211 (Celda 211)
  - Peter Glossop et Glenn Freemantle pour Agora
  - Pierre Gamet, Nacho Royo-Villanova et Pelayo Gutiérrez pour El baile de la Victoria
  - Aitor Berenguer, Marc Orts et Fabiola Ordoyo pour Carte des sons de Tokyo (Map of the Sounds of Tokyo)

### Meilleurs effets visuels
- Chris Reynolds et Félix Bergés pour Agora
  - Raúl Romanillos et Guillermo Orbé pour Cellule 211 (Celda 211)
  - Salvador Santana et Álex Villagrasa pour Rec 2
  - Pau Costa et Lluís Castells pour Spanish Movie

### Meilleure musique originale
- Alberto Iglesias pour Étreintes brisées (Los abrazos rotos)
  - Dario Marianelli pour Agora
  - Roque Baños pour Cellule 211 (Celda 211)
  - Federico Jusid pour Dans ses yeux (El secreto de sus ojos)

### Meilleure chanson originale
- Yo, también de Guille Milkyway pour Yo, también

### Meilleur film étranger en langue espagnole
- Dans ses yeux (El secreto de sus ojos) de Juan José Campanella
  - Dawson Isla 10 de Miguel Littín
  - Gigante de Adrián Biniez
  - Fausta (La teta asustada) de Claudia Llosa

### Meilleur film européen
- Slumdog Millionaire de Danny Boyle
  - Bienvenue chez les Ch'tis de Dany Boon
  - Morse de Tomas Alfredson
  - Entre les murs de Laurent Cantet

### Meilleur film d'animation
- Planète 51 de Jorge Blanco
  - Animal channel de Maite Ruiz de Austri
  - Cher Ami de Miquel Pujol
  - Pérez, el ratoncito de tus sueños 2 de Andrés Schaer

### Meilleur film documentaire
- Garbo, el hombre que salvó el mundo de Edmon Roch Colom

### Prix Goya d'honneur
- Antonio Mercero